# Chukars d'Idaho Falls
Les Chukars d'Idaho Falls (en anglais : Idaho Falls Chukars) sont une équipe des ligues mineures de baseball basée à Idaho Falls, dans l'Idaho aux États-Unis, et faisant partie de la Pioneer League.
Depuis 2004, ils sont le club-école de niveau recrue des Royals de Kansas City de la Ligue majeure de baseball.
Établi en 1940, le club porte le nom de Russets d'Idaho Falls jusqu'en 1961. Il porte plusieurs noms au fil des ans et de ses affiliations diverses avec des clubs du baseball majeur, et est rebaptisé de son nom actuel en 2004.
Les Chukars jouent leurs matchs au Melaleuca Field, un stade de baseball pouvant accueillir 3 400 spectateurs, depuis 2007. De 1940 à 2006, le club joue au McDermott Field, éventuellement devenu le plus ancien terrain en usage dans la Pioneer League.
Idaho Falls a remporté 7 fois le titre de la Pioneer League, le plus récemment en 2013.

## Histoire
Idaho Falls intègre la Pioneer League à sa deuxième saison d'existence, en 1940. Le club est alors nommé « Russets » en référence à la Russet Burbank, la patate qui est un fleuron de l'économie de l'Idaho.
De 1940 à 1962, le club en est un de « classe C », un échelon de ligues mineures aujourd'hui disparu. Club-école de niveau A en 1963, il est classé au niveau recrue, le plus bas échelon de ligues mineures, depuis 1964.
Idaho Falls a, au fil des saisons, plusieurs affiliations avec des clubs de la Ligue majeure de baseball : les Yankees de New York (1940-1941), les Dodgers de Brooklyn (1948), les Giants de New York (1949-1951), les Tigers de Détroit (1954-1958), les Pirates de Pittsburgh (1959), les White Sox de Chicago (1960-1961), les Yankees de New York (1962-1965) une seconde fois, les Angels de la Californie (1966-1981), les Athletics d'Oakland (1982-1984), les Braves d'Atlanta (1986-1994), les Padres de San Diego (1995-2003) et, finalement, depuis 2004 les Royals de Kansas City.
Le nom Russets disparaît après la saison 1961 au profit du nom Yankees d'Idaho Falls pour les saisons 1962 et 1963. Ce nom évolue au fil des affiliations avec des clubs majeurs. L'équipe mineure s'appelle ainsi Angels d'Idaho Falls (1964-1981), A's d'Idaho Falls (1982-1984), Nuggets d'Idaho Falls (1985), Braves d'Idaho Falls (1986 à 1991 et 1993 à 1999), Gems d'Idaho Falls (1992) et Padres d'Idaho Falls (2000-2003) avant d'adopter en 2004 le nom Chukars en référence à la perdrix choukar, un oiseau commun dans la région.

## Palmarès
Les Russets d'Idaho Falls sont champions de la Pioneer League en 1952, les Yankees d'Idaho Falls en 1963 et les Angels d'Idaho Falls en 1970 et 1974. Ensuite, vingt-quatre ans s'écoulent avant le prochain championnat, période marquée par des défaites des Angels d'Idaho Falls dans la première série finale de la Pioneer League en 1978, deux parties à zéro aux mains des Mustangs de Billings, puis des A's d'Idaho Falls, trois parties à un contre les Blue Jays de Medicine Hat en 1982.
Les Braves d'Idaho Falls ramènent l'équipe de l'Idaho en grande finale en 1998 et remportent le titre sur les Mounties de Lethbridge. En 2000, les Padres d'Idaho Falls gagnent la finale sur les Dodgers de Great Falls.
Après une défaite aux mains de l'Osprey de Missoula lors de la finale de 2006, les Chukars savourent le titre en 2013 après avoir vaincu les Brewers d'Helena pour le 7e titre d'Idaho Falls.